# Chaunus dorbignyi
Chaunus dorbignyi là một loài cóc trong họ Bufonidae.
Nó được tìm thấy ở Argentina, Brasil, và Uruguay.
Các môi trường sống tự nhiên của chúng là xavan khô, đồng cỏ khô nhiệt đới hoặc cận nhiệt đới vùng đất thấp, đầm nước ngọt, đầm nước ngọt có nước theo mùa, vùng đồng cỏ, ao, đất nông nghiệp có lụt theo mùa, và kênh đào và mương rãnh.

## Hình ảnh

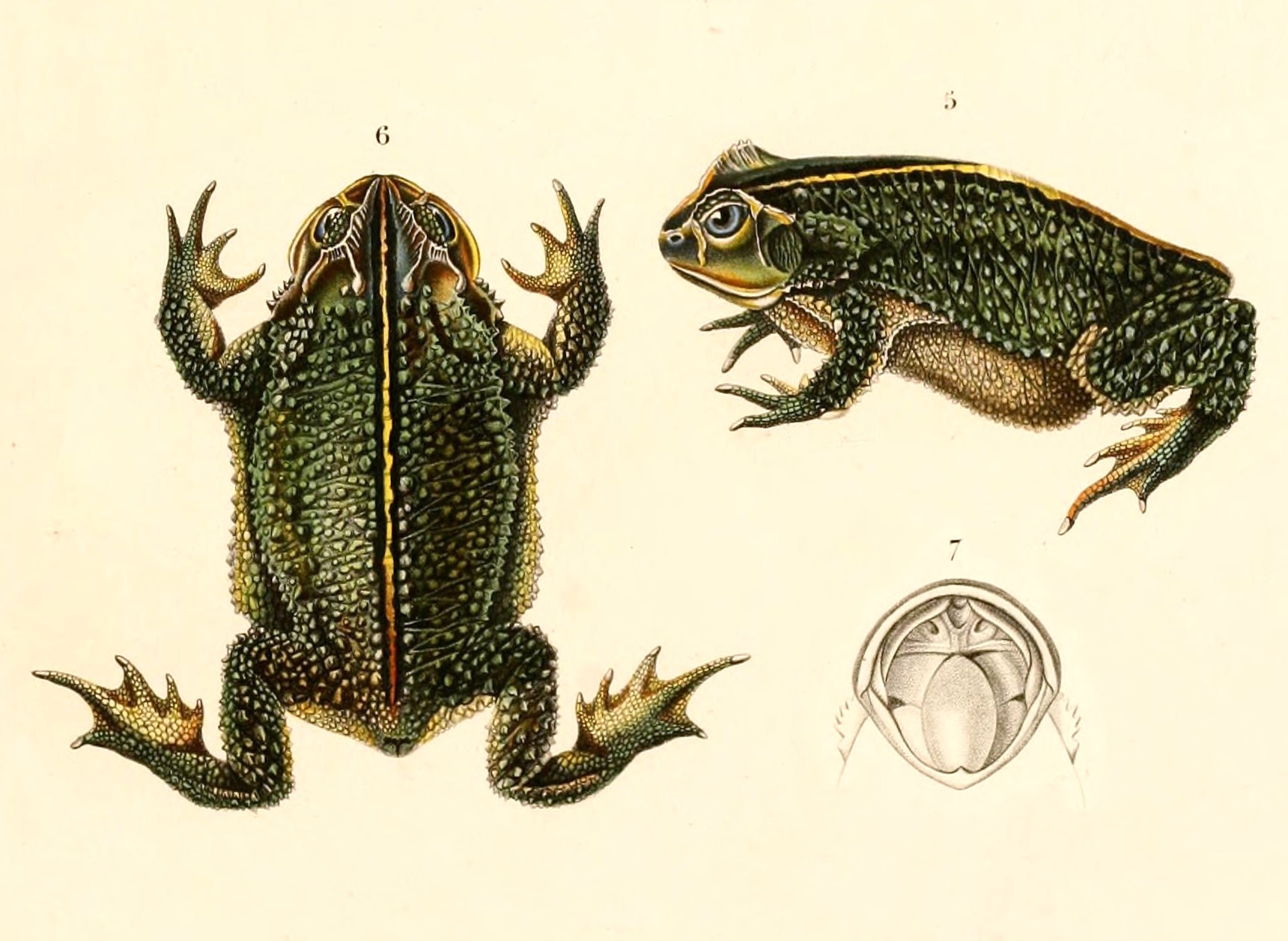